# Zirler Straße
De Zirler Straße (L57) is een 360 meter lange Landesstraße (lokale weg) in het district Innsbruck Land in de Oostenrijkse deelstaat Tirol. De weg is een zijweg van de Völser Straße (L11) bij Zirl, gelegen op de zuidelijke oever van de Inn in het dorpsdeel Zirl Bahnhof. De weg zorgt voor een verbinding met de Inntal Autobahn (A12). Het beheer van de straat valt onder de Straßenmeisterei Zirl.